# Béla Balázs
Béla Balázs, född Herbert Bauer 4 augusti 1884 i Szeged, död 17 maj 1949 i Budapest, var en ungersk filmteoretiker och författare. 
Förutom viktiga filmteoretiska verk skrev han bland annat opera- och balettlibretti samt filmmanus.

## Biografi
Balázs skrev librettot till Béla Bartóks opera Riddar Blåskäggs borg (1911) och handlingen till samma kompositörs Träprinsen (1914). Han var förkämpe för expressionismen i Ungern, och lämnade efter den kommunistiska regeringens sammanbrott 1919 landet och slog sig ned i Berlin. Han regisserade en handfull stumfilmer, skrev manus till Georg Wilhelm Pabsts film Die 3-Groschen-Oper (1931, efter Brecht), och gjorde tillsammans med Leni Riefenstahl filmen Das blaue Licht (1932). Han var en av de första filmteoretikerna av betydelse, med bland annat boken Der sichtbare Mensch (1924) och artikelsamlingen Der Geist des Films (1930). På engelska finns Theory of the Film (1931).
Under sin tid i Berlin skrev han även flera böcker tillsammans med den danska författarinnan Karin Michaëlis.
Der Geist des Films brändes av nationalsocialister under de landsomfattande bokbålen i Nazityskland 1933.

## Verk i urval
- 1909 – Doktor Margit Szélpál Drama
- 1910 – A vándor énekel samling noveller, skisser, dikter
- 1911 – A csend Berättelser
- 1912 – "Mysterierna" Drama
- 1917 – Ozutolsó nop Drama

## Regi i urval
- 1932 – Das blaue Licht (Eine Berglegende aus den Dolomiten)

## Filmmanus i urval
- 1932 – Das blaue Licht (Eine Berglegende aus den Dolomiten)
- 1931 – L'opéra de quat'sous
- 1931 – Die 3-Groschen-Oper